# Plectrocnemia cinerea
Plectrocnemia cinerea är en nattsländeart som först beskrevs av Hagen 1861.  Plectrocnemia cinerea ingår i släktet Plectrocnemia och familjen fångstnätnattsländor. Inga underarter finns listade i Catalogue of Life.